# Кейп-Йоркський метеорит
Метеорит Кейп-Йорк — великий залізний метеорит, що впав на Землю близько 10 000 років тому. Названий так за місцем виявлення його найбільших фрагментів на острові Гренландія. Найбільший фрагмент метеорита, маса якого оцінюється в 31 т., завдяки своїй формі спочатку був відомий під ескімоською назвою «Намет», поки американці не назвали його Анігіто (Ahnighito). Розміри цього фрагменту — 3,4 × 2,1 × 1,7 м. Поряд із ним було виявлено два інших великих уламка, що одержали назви «Жінка» (3 т) та «Собака» (близько 400 кг). Протягом століть ескімоси використовували метеоритний метал в господарських цілях, обробляючи його холодним способом.
На початок XXI сторіччя метеорит експонується в залі Артура Росса Американського музею природної історії. Він настільки важкий, що лежить на шести сталевих колонах, які пронизують підлогу виставкового залу, проходять через фундамент і вбудовані в скельний підмурівок під будівлею музею.

## Історія знахідки
Перші відомості про метеорит з'явилися 1818 року, коли шотландський мореплавець Джон Росс у пошуках Північного морського шляху виявив на західному узбережжі Гренландії невідоме до цього плем'я ескімосів. Незнайомі з обробкою металу люди, проте мали наконечники для стріл і ножі, судячи з усього, зроблені зі шматочків заліза. На питання про джерело металу ескімоси розповіли про якусь «залізну гору» (Савіксоя), відомості про розташування якої, втім, були загублені. Росс захопив з собою до Англії декілька предметів, аналіз яких показав високий відсоток вмісту нікелю — більше, ніж у будь-яких природних джерелах на Землі. Вчені дійшли висновку, що мова йде про великий метеорит, проте виявити його, попри численні спроби, не вдавалося аж до 1894 року.
Того року американський дослідник Арктики лейтенант Роберт Пірі після чергової невдалої спроби потрапити на Північний полюс перечікував на острові арктичну весну — найскладніший сезон для подорожі у високих широтах. До того часу ескімоси вже активно торгували з європейцями і не потребували скарбу «залізної гори». Один з них в обмін на револьвер погодився показати досліднику дорогу. 16 травня Пірі, його супутник Хью Лі (Hugh Lee) і провідник на собаках виїхали уздовж узбережжя в бік затоки Мелвілл і мису Йорк. Мандрівники рухалися по льоду моря Баффіна, уникаючи крутих берегів фіордів.
Через два дні вони все ж були змушені зупинитися в найближчому ескімоському селищі — провідник відмовився від подальшої подорожі. Лід танув й призводив до частого утворення ополонок, і люди неодноразово опинялися по пояс у воді; нічна завірюха наметала бархани снігу, які повністю вкривали іглу і собак. У селищі знайшовся інший провідник Таллакотеа (Tallakoteah) і подорож продовжилася, проте не морем, а по сильно пересіченій місцевості острова. 27 травня вони нарешті досягли одного з великих уламків, що мав назву «Жінка»; вкритий снігом, він був розташований на невеликому острові біля мису Йорк і збоку виглядав блакитною складкою на сніжній рівнині. З висоти пагорба провідник пальцем показав на розташування двох інших уламків — «Намети» і «Собаки». Згідно з його розповіді, цей об'єкт колись був жінкою-швачкою, яка зі своєю собакою жила в наметі на небі, але злий дух скинув їх на Землю. Острів, на якому було виявлено метеорит, згодом назвали Савіксоя — «залізна гора».

## Подальша доля
Менші фрагменти метеорита, Жінку і Собаку, вдалося підігнати на крижині з покладеними поверх дошками, і завантажити на пароплав Кайт (Kite) влітку наступного, 1895 року. Намет — найбільший відомий на той час метеорит, більш як у десятеро перевищував другий за розміром фрагмент — Жінку. Його вдалося завантажити на пароплав Хоуп (Hope) лише з другої спроби через два роки — 1897 року. Тоді судно підійшло до берега впритул, так від сильного пориву вітру воно могло зіткнутися зі скелею й затонути. Для доставки вантажу на берег і його завантаження на судно були використані рейки і складні гідравлічні підйомники. Коли брила нарешті опустилася на палубу, чотирирічна дочка Пірі розбила об нього пляшку вина і вигукнула щось на кшталт «а-ні-гі-то!». Назва Анігіто пристала до осколка й стала популярнішою, ніж ескімоське «Намет».
У Пірі були зобов'язання перед Морісом Джесуп, банкіром і президентом Американського музею природної історії, який уже допомагав дослідникові з фінансуванням його експедицій в обмін на зобов'язання допомогти музею з поповненням його арктичної колекції. Через це після прибуття в Нью-Йорк дослідник відразу ж звернувся до Джесупа, однак через винятковість знахідки й додаткові витрати запросив іще 60 тис. доларів. Винагороду 40 тис. доларів мандрівникові було виплачено лише через дванадцять років після прибуття на американську землю і п'яти років експозиції метеорита в залах музею.
Інші уламки метеорита було виявлено у 1911—1984 рр. 1963 року Ван Ф. Бухвальд (Vagn F. Buchwald) виявив великі фрагменти метеоритної речовини поблизу півострова Агпалілік. Метеорит був відомий аборигенам під назвою «Чоловік» і мав масу близько 20 т. На початок XXI сторіччя він експонується в Геологічному музеї Університету Копенгагена. На початок XXI сторіччя «Мис Йорк» — це другий за величиною метеорит (після Гоба), що зберігся на поверхні Землі, і найбільший серед тих, що перебувають у музейних експозиціях.

## Найбільші фрагменти, що мають власні назви
1. Анігіто (Наметова стоянка) — маса 30 900 кг[9]. Виявлено на Метеоритному острові в 1894 р. 76°04'N — 64°58'W
2. Жінка, 3000 кг. Виявлено в Саверулуці 1894 року (76°09'N — 64°56'W)
3. Собака, 400 кг. Виявлено там же 1894 року
4. Савік I, 400 кг. Виявлено в Савікуарфіке 1913 року (76°08'N — 64°36'W)
5. Тулі, 48,6 кг. Виявлено в Тулі 1955 року (76°32'N — 67°33'W[10]).
6. Савік II, 7,8 кг. Виявлено 1961 року в Савікуарфіці.
7. Агпалілік (Чоловік), 20 000 кг. Виявлено поблизу Агпаліліка (76°09'N — 65°10'W) 1963 року
8. Тунорпут, 250 кг. Виявлено 1984 року.